# Grétsy László-díj
Az Anyanyelvi Kultúránkért Alapítvány 2024-ben alapította a Grétsy László-díjat, az abban az évben elhunyt ismert nyelvészprofesszor, Grétsy László emlékére. A kitüntetést minden évben Grétsy László születésnapján, február 13-án adják át a kulturális, művészeti és tudományos ismeretterjesztő tevékenységével kiemelkedő személynek vagy személyeknek. A kitüntetés létrejöttét Blankó Miklós nyelvész, az Alapítvány elnöke kezdeményezte.

## A Grétsy László-díj kuratóriuma
- A Grétsy László-díj kuratóriumának elnöke Piros Ildikó Kossuth- és Jászai Mari-díjas színművésznő, érdemes művész, a Halhatatlanok Társulatának örökös tagja, az MMA rendes tagja
- A díj kurátorai:
  - Fráter Zoltán irodalomtörténész, egyetemi docens, a Magyaróra folyóirat főszerkesztője
  - Grétsy Gabriella orvos, Grétsy László lánya
  - Klinghammer István Akadémiai-díjas térképészprofesszor, volt rektor, Budapest díszpolgára, az MTA rendes tagja
  - Kósa Klára keramikus népművész, érdemes művész, a Népművészet Mestere, az MMA rendes tagja
  - Veszelszki Ágnes nyelvész, egyetemi docens, a Nemzeti Közszolgálati Egyetem Nemeskürty István Tanárképző Karának dékánja
  - Vladár Zsuzsa nyelvész, tanszékvezető egyetemi docens.

## Díjazottak

### 2025
- közművelési kategória: Bagdy Emőke klinikai szakpszichológus, professzor emeritus
- oktatási kategória: Kishalmi Edit tanító[2]